# Qualcuno ha tradito (film)
Qualcuno ha tradito è un film del 1967 diretto da Franco Prosperi.

## Trama
Tony Costa, dopo aver vendicato un suo amico, torna a Marsiglia convocato da un suo complice Roy per un grosso colpo, ma scopre la moglie di quest'ultimo Ann in compagnia di Coco, uno dei soci e incontra anche un vecchio commilitone Blondel che si promettono di rivedersi presto. Così, il colpo riesce anche se la polizia li ha trovati grazie ad un'informatore, Tony riesce a fuggire mentre Roy muore a causa delle ferite riportate dalla sparatoria contro i poliziotti e anche Coco viene ucciso. Così Tony e Blondel si rincontrano, ma Blondel si rivela di essere un poliziotto e Tony ha capito tutto fin dall'inizio e sconvolto dalla scoperta di Blondel, viene ucciso cadendo sotto i colpi della polizia.